# Zealia Bishop
Zealia Reed Bishop, född 1897, död 1968, var en amerikansk författare.
Zealia Bishop skrev flera noveller tillsammans H.P. Lovecraft, bland annat Yigs förbannelse (originaltitel "The Curse of Yig") (1929) och Medusas hår ("Medusa's Coil") (1939).